# Incendio de El Hoyo de 2012
El incendio de El Hoyo de 2012 es un incendio que se desarrolló en la Provincia de Chubut el martes 3 de enero, en horas de la tarde, en Puerto Patriada, y afectó las laderas de los cerros Cordón Derrumbe y Pirque, a 12 kilómetros de El Hoyo. Las especies afectadas son cipreses, la especie más abundante en la zona, y el arbusto llamado ñire. En su extinción participaron 300 brigadistas y tres aviones hidrantes, se produjo la autoevacuación de las familias en la cercanía, y se declaró el estado de emergencia en todo el municipio. El gobernador de Chubut afirmó a poco de iniciado el incendio que el mismo fue intencional. La extinción de los incendios comenzó el 9 de enero, debido a las precipitaciones generadas en la zona.